# 일조각
주식회사 일조각(株式會社 一潮閣)은 1953년에 설립한 대한민국의 출판회사다.
한만년(韓萬年)이 1953년 9월 14일 서울특별시 종로구 관훈동에서 설립하였다. 처음 출판한 책은 한만년의 장인(丈人) 유진오가 저술한 《헌법해의》였다. 1997년 5월 1일 주식회사로 전환, 설립했다. 1975년부터 매년 월봉저작상을 시상하고 있다. 